# 張詡 (成化進士)
張詡（?—?），字廷實，號東所，番禺人。明朝學者。

## 生平
張詡為成化十年甲午科举人，二十年（1484年）甲辰科进士，疏乞养病归。总督两广都御史屠滽催促他赴京候选，遂北上，授户部主事。其素性耿介，不久丁憂辭官。成化十七年（1481年）師從陳白沙（陈献章），陳白沙說他“以自然为宗，以忘己为大，以无欲为至”，直至陳白沙去世，前後十九年，是追隨白沙最久的學生。福建莆田彭韶稱他“嶺南孤鳳”。隐居二十余年，弘治年間巡按御史黃鎧推薦他“學問優良、操履端慎”，正德初年，吏部以“敦庞博雅，绰有古风，恬静清修”薦之，皆稱病辭不就。七年御史周謨疏荐其“議論明正，事體疏通，言不忘道，志不忘君”，正德八年，御史高公韶推薦“学有体用，不为一偏之行，冀起用”，正德九年召为南京通政司左參議，并下檄书催促上任，先具疏辞，遂抱病赴南京，參谒孝陵後，即辞官归乡。卒年六十。

## 著作
著有《白沙遗言纂要》、《东所文集》、《南海杂咏》、《新会崖山志》等。